# Esperasan
Esperasan (nom en occità, oficialment en francès Espéraza) és una vila de la regió d'Occitània, al departament de l'Aude, dins el districte de Limós i el cantó de Quilhan, amb 2.168 habitants i a menys de 300 metres sobre el nivell del mar. El terme té una superfície de 1.050 hectàrees i està creuat pel riu Aude. Té dos museus, l'anomenat Dinosauria i el Museu dels Barrets (Chapellerie); a la plaça central hi ha una font notable. Les seves festes són el 25 de juliol (Sant Jaume) i el 29 de setembre (Sant Miquel).

## Història
La vila va sorgir el 813 com a priorat de l'abadia d'Alet i s'estenia fins al lloc anomenat Garenaud. Res d'especial va passar fins al 1815, quan s'hi van establir un grup de barretaires de Bugarag. A partir del 1830 la indústria del barret hi va prendre embranzida, i sobretot des del 1878, quan va arribar a la vila el tren. El 1929 hi havia 3.000 obrers i 14 fàbriques que s'hi dedicaven i era la segona ciutat del món en fabricació de barrets de feltre després de Monza (Itàlia): s'hi fabricaven fins a quasi un milió i mig de barrets. Però el barret es va deixar de portar i el 1949 les fàbriques havien tancat, menys una de petita a la vila veïna de Montasèls. El 1992 es va obrir el museu dedicat a l'activitat barretera i al mateix temps es va obrir un Museu de Paleontologia. Això ha portat molts visitants a la regió, que ha reactivat l'activitat.